# Reuven Ramaty High Energy Solar Spectroscopic Imager
HESSI o High Energy Solar Spectroscopic Imager, denominado también RHESSI (Ramaty High Energy Solar Spectroscopic Imager, por Reuven Ramaty, un físico pionero en el campo de las altas energías) y Explorer 81, es un observatorio espacial de rayos X y rayos Gamm de la NASA lanzado el 5 de febrero de 2002 mediante un cohete Pegasus desde Mayport.
El satélite gira sobre sí mismo a 15 RPM, y se dedica a crear imágenes en rayos X del Sol mediante la reconstrucción de las componentes de Fourier obtenidas a partir de la modulación temporal del flujo de radiación a través de un conjunto de 9 rejillas, cada una de 9 cm de diámetro. Tiene una resolución de 2 segundos de arco a energías de 40 keV y 36 segundos de arco a 1 MeV.